# Czarna Górna
Czarna Górna – wieś w Polsce położona w województwie podkarpackim, w powiecie bieszczadzkim, w gminie Czarna. Leży przy drodze wojewódzkiej nr 894 i drodze wojewódzkiej nr 896.
Miejscowość jest siedzibą gminy Czarna oraz rzymskokatolickiej parafii Podwyższenia Krzyża Świętego.
Wieś leży na zbiegu małej i dużej pętli bieszczadzkiej, na wschodnim miejscu ich połączenia. Znajdują się w niej: Szkoła Podstawowa im. Ignacego Łukasiewicza, Gminny Dom Kultury, Gminna Biblioteka Publiczna w Czarnej, Gminny Ośrodek Pomocy Społecznej, Zakład Gospodarki Komunalnej, a także kilka sklepów, poczta, przystanek PKS oraz galeria sztuki „Barak”.
W miejscowości istnieje klub piłki nożnej, Jawornik Czarna, który po sezonie 2017/2018 wycofał się z rozgrywek klasy A.
Dawniej Czarna była jedną wsią. Obecnie podzielona jest administracyjnie na Czarną Górną i Czarną Dolną.

Fragment pozostałości kieratu dawnej kopalni w Czarnej Górnej

| SIMC    | Nazwa           | Rodzaj    |
| ------- | --------------- | --------- |
| 0996229 | Czarna Kopalnia | część wsi |

## Historia
Osada lokowana na prawie wołoskim w 1505 przez Andrzeja Wyderkę. Był on pierwszym wójtem w tej miejscowości. Otrzymał to prawo od Stanisława Kmity Sobieńskiego herbu Szreniawa (ok. 1450–1511), starosty przemyskiego. Istniał tu dwór obronny. Właścicielami Czarnej byli m.in.: Czarnieccy, Tarłowie, ks. Konstanty Korybut Wiśniowiecki, Stadniccy, Ossolińscy,
Mniszchowie, Kierzkowscy i Raszewscy. Na przełomie XVIII/XIX wieku właścicielami dóbr byli Kieszkowscy herbu Krzywda: Antoni, a następnie Stanisław. W połowie XIX wieku właścicielami posiadłości tabularnej w Czarnej byli spadkobiercy po Raszewskim.
W II Rzeczypospolitej wieś w powiecie leskim województwa lwowskiego. 
W 1921 r. wieś  liczyła 327 domów i 2012 mieszkańców, w tym  1797 obrządku greckokatolickiego, 93 rzymskokatolickiego i 122 mojżeszowego.  Ciągnęła się w dolinie na przestrzeni prawie 8 km. Były tu dwie cerkwie, kaplica rzymsko-katolicka, żydowski dom modlitwy, dwór, cztery młyny wodne, folusz, tartak parowy, kopalnia ropy naftowej (czynna do dziś), kilka łaźni i ok. 20 sklepów. 
Na zachodnim, dolnym krańcu wsi, nad tzw. Cygańskim Potokiem w sąsiedztwie dworu mieszkali Cyganie.
W latach 1939–1941 na mocy paktu Związku Radzieckiego z hitlerowskimi Niemcami oraz w latach 1944–1951 wieś należała do ZSRR. Ponownie znalazła się w Polsce w ramach umowy o zamianie granic.
Od października 1939 do sierpnia 1944 wieś była siedzibą urzędu gminy w powiecie sanockim.
W sierpniu 1943 nacjonaliści ukraińscy z OUN-UPA zamordowali tutaj 20 Polaków.
W czasie II wojny światowej powołano tu dwa plutony AK i drużynę dywersyjną. Dowódcą Placówki AK był ppor. Bolesław Knebloch ps. Łachman, a pierwszym zastępcą kpt. Bolesław Rudziński ps. Irka oraz por. Paweł Rudyński. W czasie wojny oddziały AK spaliły w Czarnej 2 zbiorniki z ropą.
Z Czarnej pochodził Jan Dobrzański – uczestnik powstania styczniowego z 1863 roku, założyciel i kierownik Komitetu Bratniej Pomocy niosącej pomoc powstańcom styczniowym w 1864 roku. Naczelnik Ławy Lwowskiej, współorganizator polskiego Sokoła, dyrektor Teatru we Lwowie, dziennikarz, m.in. twórca Gazety Narodowej, Dziennika Mód Paryskich, Dziennika Literackiego.
W latach 1954–1972 wieś należała i była siedzibą władz gromady Czarna. 

## Zabytki

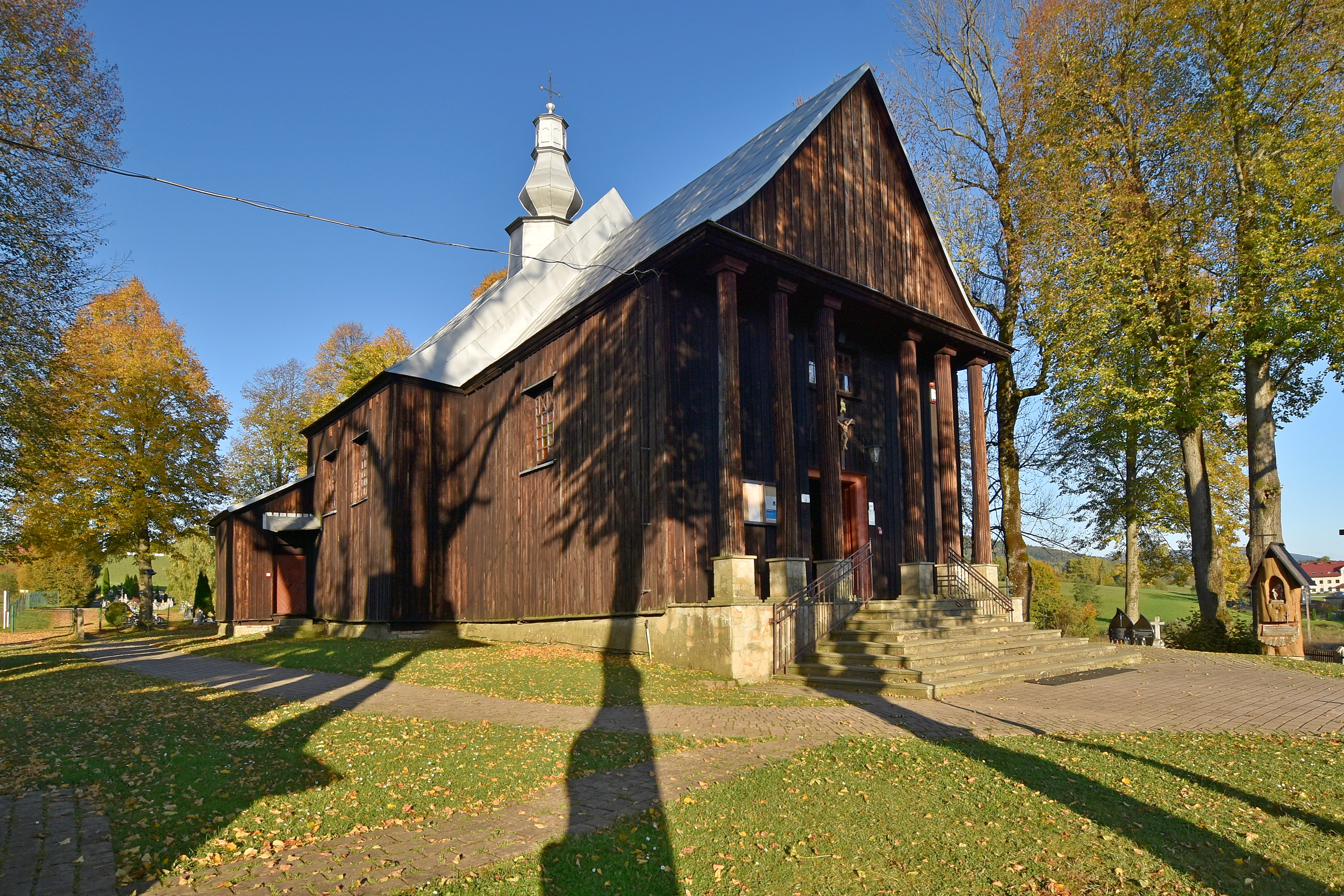
Cerkiew w Czarnej Górnej

We wsi znajduje się cerkiew greckokatolicka pw. św. Dymitra Męczennika wzniesiona w 1834, obecnie kościół parafialny rzymskokatolicki w parafii pw. Podwyższenia Krzyża Świętego. Świątynia jest jednym z nielicznych już reprezentantów nurtu klasycyzującego w drewnianej architekturze cerkiewnej. Zabytek szlaku architektury drewnianej województwa podkarpackiego.